# Homens da Luta
«Homens da Luta» (порт. «Люди боротьби») — пародійний музичний дует з Португалії. До складу групи входять брати Васко і Нуно «Jel» Дуарте (порт. Vasco e Nuno Duarte). Колектив відомий у Португалії в основному завдяки численним комедійним сценкам, у яких висміюються зірки португальської естради, а також завдяки використанню образів, які відсилають до періоду Революції гвоздик.
У 2010 році «Homens da Luta» брали участь у національному відбірковому конкурсі на Євробачення (Festival RTP da Canção), але були дискваліфіковані. Але вже в наступному році група отримала право представити Португалію на Євробаченні 2011 з піснею «A luta é alegria» (укр. «Радість боротьби»). Пісня була виконана в першому півфіналі, але не була кваліфікована до фіналу .